# Catonvielle
 Catonvielle  (en occitano Catonvièla) es una población y comuna francesa, ubicada en la región de Mediodía-Pirineos, departamento de Gers, en el distrito de Auch y cantón de Cologne.

## Demografía
| 80 | 73 | 73 | 74 | 73 | 62 |
| Para los censos de 1962 a 1999 la población legal corresponde a la población sin duplicidades (Fuente: INSEE [Consultar]) |    |    |    |    |    |